# (37706) Trinchieri
(37706) Trinchieri est un astéroïde de la ceinture principale.

## Description
(37706) Trinchieri est un astéroïde de la ceinture principale. Il fut découvert le 8 septembre 1996 à Sormano par Valter Giuliani et Paolo Chiavenna. Il présente une orbite caractérisée par un demi-grand axe de 2,32 UA, une excentricité de 0,17 et une inclinaison de 5,4° par rapport à l'écliptique.